# Breitgen
Breitgen ist ein Ortsteil von Morsbach im Oberbergischen Kreis im südlichen Nordrhein-Westfalen innerhalb des Regierungsbezirks Köln.

## Lage und Beschreibung
In ländlicher, waldreicher Umgebung liegt Breitgen am südlichsten Zipfel des Oberbergischen Kreises.  Die Städte Gummersbach (38 km), Siegen (50 km) sowie Köln (75 km) sind rasch zu erreichen.
Benachbarte Breitgener Ortsteile sind Erblingen im Nordwesten, Holpe im Nordosten, und Reinshagen im Süden.

## Geschichte

### Erstnennung
1575 wurde der Ort das erste Mal urkundlich erwähnt, und zwar „Ort in der Karte des Bergischen Amtes Windeck und der Herrschaft Homburg von A. Mercator “
Die Schreibweise der Erstnennung war Off dem Breitgen.